# Nyctemera biformis
Nyctemera biformis là một loài bướm đêm thuộc phân họ Arctiinae, họ Erebidae.